# Ропица (Вучитрн)
Ропица (алб. Ropicë) је насеље у општини Вучитрн на Косову и Метохији. Према попису становништва на Косову 2011. године, село је имало 763 становника..

## Географија
Село је у подножју Копаоника, на Самодрешкој (Слаковачкој) реци, у њеном доњем и проширеном делу долине. Збијено је, на махале се не дели.

## Историја
Село је основао арбанашки род Маљок средином 19. века. Његови су преци тада искрчили луг, подигли куће, а онда су положили право на ту земљу неки Турци из Вучитрна и починили насеље. После су на чифлик долазили Срби за чивчије и село је 1878. било чисто српско са свега једном кућом поменутих Маљока, јер се нису множили. По ослобођењу Топлице Срби су се иселили у њу, а на њихово место дошли топлички мухаџири. Гробље тих исељених Срба у Топлицу налази се између Ропице и Виљанца.

## Порекло становништва по родовима
Породице које су живеле у село Ропица:
Арбанашки родови
- Маљок (1 к.), од фиса Краснића. Доселио се из Малесије средином 19. века. Појасеви у 1935. од досељења: Садрија, Мемет, Делија, Абедин (30 година).
- Буњак (1 к.), од фиса Краснића. Пресељен из Самодреже око 1900. Пре бављења у Самодрежи живео је у Вучитрну, а у Вучитрн досељен из Буње у Малесији „од белаја“. Појасеви у 1935. од досељења из Малесије: Бећир, Асан, Суља, Авдуљ (50 година).
- Спонцак (1 к.), од фиса Краснића. Мухаџир је из Спонце у Топлици. До 1921. живео је у Самодрежи, коју је напустио, јер су од господара чифлика други купили земљу коју је требало он да добије, пошто је радио на њој и под Турцима.
- Осовић (1 к.), од фиса Краснића. Пресељен 1920. из рода Ређовића у Новом Селу Мађунском на куповицу.
- Сокољ (1 к.), од фиса Гаша. Мухаџир је из Топлице. У Ропицу се доселио из Чикатова у Дреници 1914.
- Адемовић (1 к.), од фиса Краснића. Доселио се 1914. из Подујева (Лаб) на куповицу.
- Авдијовић (2 к.), од фиса Шаље. Доселио се 1910. из Забрђа (Копаоничка Шаља) на чифлик.

Српски родови
- Ћук (2 к.). Досељен као колониста 1921. из Зрмање (Грачац, Лика).
- Самолов (1 к.) 1926. из Лике на куповицу.
- Стошић (1 к.) 1926. из истоименог рода у Новом Селу Мађунском на куповицу. Даља старина му је у Ибарском Колашину.
- Цурак (1 к.) 1930. из истоименог рода у Новом Селу Мађунском на куповицу. Пореклом је из Метохији (околина Пећи).

## Демографија
| Демографија | Демографија | Демографија |
| Година      | Становника  | Становника  |
| ----------- | ----------- | ----------- |
| 1931.       | 237         |             |
| 1948.       | 237         |             |
| 1953.       | 253         |             |
| 1961.       | 287         |             |
| 1971.       | 331         |             |
| 1981.       | 410         |             |
| 1991.       | 445         |             |
| 2011.       | 763         |             |